# Wingersheim les Quatre Bans
Wingersheim les Quatre Bans ist eine französische Gemeinde im Département Bas-Rhin in der Region Grand Est. Sie entstand mit Wirkung vom 1. Januar 2016 als Commune nouvelle durch die Fusion der ehemaligen Gemeinden Wingersheim,  Gingsheim, Hohatzenheim und Mittelhausen.

## Gliederung
| Ortsteil                         | ehemaliger INSEE-Code | Fläche (km²) | Einwohnerzahl (2016) |
| -------------------------------- | --------------------- | ------------ | -------------------- |
| Wingersheim (Verwaltungssitz)000 | 67539                 | 8,00         | 1161                 |
| Hohatzenheim                     | 67207                 | 2,00         | 0223                 |
| Gingsheim                        | 67158                 | 3,71         | 0348                 |
| Mittelhausen                     | 67297                 | 4,81         | 0540                 |